# Iglesia de Santa María la Real (Sangüesa)
La iglesia de Santa María la Real  de Sangüesa en Navarra (España) es un templo católico de estilo románico en transición al gótico, en el que destaca su portada. Fue declarada Monumento Nacional en 1889.
La iglesia fue donada en 1131 por el rey Alfonso I el Batallador a la orden de San Juan de Jerusalén. Se trata de una pequeña iglesia románica de tres naves. La torre de planta octogonal es de arquitectura gótica, realizada entre los siglos XII-XIV.
Ubicada aproximadamente a 45 kilómetros al sureste de Pamplona, Sangüesa emerge como la joya medieval que ostenta la capitalidad de las históricas merindades que fragmentaban el antiguo Reino de Navarra. Este distrito se desplegaba majestuosamente por los vastos valles orientales que colindaban con la vecina Corona aragonesa. La ciudad se erige con gracia en la margen izquierda del río Aragón, cuyas aguas, como un hilo conductor, dan forma de manera definitiva a su trama urbana y, en gran medida, moldean su historia.
El desarrollo vibrante de Sangüesa como la preeminente urbe en la Navarra Media Oriental encuentra sus raíces en el puente que, con elegancia, cruza las aguas del río Aragón. Alrededor de esta estructura, la ciudad creció de manera vigorosa, transformándose en un cruce de caminos de distinguido renombre y en un enclave estratégico de relevancia suprema. De hecho, Sangüesa funge como la puerta de ingreso al Reino de Navarra desde el ramal aragonés del célebre Camino de Santiago, forjando así su destino entrelazado con las travesías de los peregrinos que se aventuran por esta ruta ancestral.

## Historia
Los orígenes de Sangüesa no se localizaban en su actual ubicación junto al río, sino en lo que a día de hoy constituye la pequeña localidad elevada de Rocaforte, situada aproximadamente a tres kilómetros al norte del núcleo urbano. En este lugar, se erigía una fortaleza que formaba parte de la línea defensiva del reino pamplonés ante la amenaza expansiva del enemigo musulmán.
Aproximadamente en el año 1090, el rey Sancho Ramírez otorgó una serie de privilegios a "Sangüesa la Vieja" con el propósito de consolidar su población. Esta empresa repobladora fue llevada a cabo pocos años después por su hijo, Alfonso I el Batallador, quien extendió el Fuero de Jaca en 1122. Este acto facilitó la llegada de nuevos pobladores que, por decisión real y una vez alejada la amenaza musulmana, se establecieron en la orilla izquierda del río Aragón, donde el padre del monarca tenía un palacio junto al puente.
Este nuevo emplazamiento, caracterizado por su topografía más llana y su accesibilidad para el abastecimiento, propició un rápido crecimiento de Sangüesa. La ciudad se convirtió en una de las más pobladas y prósperas del Reino, influida también por el atractivo del Camino de Santiago. En este contexto, en 1131, el rey Batallador donó la aún modesta iglesia de Santa María la Real, construida junto al puente en el mismo solar donde su padre tenía un palacio, a la Orden de San Juan de Jerusalén. Esta decisión, motivada por la vocación jacobea y otros servicios, fomentó el establecimiento de numerosos complejos asistenciales para los peregrinos en Sangüesa "La Nueva".
Tras la culminación de su inicial período de esplendor, marcado por el fallecimiento de Alfonso I en el año 1134 y la controvertida decisión de dividir el Reino entre sus herederos, Sangüesa se transformó en un codiciado enclave fronterizo con Aragón. En respuesta a esta nueva realidad, el recién coronado rey navarro, García Ramírez, no solo detuvo el incipiente crecimiento de la ciudad, sino que también la dotó de un ceñido cinturón amurallado defensivo.
La restauración de la paz a finales del siglo XII, tras el reinado de Sancho el Sabio, y a lo largo de todo el siglo XIII, presenció la continuación del desarrollo urbano de Sangüesa hacia las fértiles vegas del sur. En este período, propiciado además por su florecimiento económico, las primitivas y algo desfasadas parroquias románicas, entre las cuales se destaca la de Santa María Real, fueron sometidas a procesos de ampliación o remodelación.
Con el estatus de Monumento Nacional, otorgado desde finales del siglo XIX en 1889, la Iglesia de Santa María la Real se erige como una de las construcciones románicas más notables y fotografiadas dentro del ámbito del románico navarro. Su valor reside no solo en su práctica integridad conservada a lo largo del tiempo, sino también en su condición de punto de paso ineludible para todo visitante de Sangüesa desde tiempos inmemoriales.

## Culto a la virgen la leyenda local
La Leyenda del Caballero Roque Amador y el culto a la Virgen de Rocamador en esta iglesia están entrelazados por un hilo de devoción y misticismo que ha perdurado a lo largo de los siglos. La leyenda y el culto comparten un espacio común en la rica historia de la región que es el islam formando parte integral de la identidad espiritual de Sangüesa.
La leyenda del Caballero Roque Amador, como muchas leyendas medievales, ha pasado de boca en boca, transmitiéndose a través de generaciones. Cuenta la historia de Roque Amador, cuyas hazañas heroicas y devoción a la Virgen María se convirtieron en una fuente de inspiración. La leyenda sugiere que el caballero desempeñó un papel fundamental en la introducción de la imagen de la Virgen en Sangüesa.

## Iconografía
Se considera a esta iglesia de estilo cisterciense, pero adaptada por la orden de San Juan, ya que, pese a lucir una recalcable sobriedad, también posee una gran decoración simbólica. La portada actual es una reconstrucción de la época: el arco se recortó para volverlo apuntado, la portada original no tenía esas columnas en la parte de las jambas, e incongruencia de esculturas colocadas sobre los contrafuertes. Gracias a esta asimetría e incongruencia se teoriza la existencia de dos portadas, una dedicada a la Virgen María patrona de la iglesia, y otra al juicio final, pero por decisiones incomprensibles se decidieron unir en una sola obra, produciendo de esa forma la apariencia actual.
La autora Iches atribuye un gran influjo francés en la construcción del pórtico, especialmente en las obras de gran calidad y detalles, construido seguramente la mayoría por el artista Leodegario, de procedencia borgoñesa e influenciado por la catedral de Chartres y del cual sabemos gracias a la inscripción que dejó. Las esculturas de talla tosca y menos refinada lo relacionan con artesanos locales, demostrando su corriente académica francesa de la introducción del románico, y el apostolado superior de las dos arquerías atribuido a un artista peregrino de origen incierto. Por esta unión de maestros, trabajadores y artistas, cada uno con un influjo distinto y posiblemente trabajando en períodos diferentes sin haberse conocido, es el causante de la apariencia abigarrada o la discordancia estética que se observa hoy en día.
Capiteles de las ventanas: pese a su estado lamentable, aún se pueden identificar grifos, leones con nubes que salen de sus bocas, y una unión de músicos y bailarinas.
Capiteles interiores: se usan capiteles historiados reutilizados de la iglesia primitiva de Alfonso el Batallador, inspirados todos en la catedral de Jaca. Sus temas son: la muerte de Juan el Bautista, la natividad, la jornada de los magos, y la huida a Egipto. El resto de capiteles son pobres y sobrios acordes al estilo cisterniece.
Parte superior del pórtico: 
En el exterior, los muros están compuestos por hiladas de sillares regulares, lisos y severos. Destaca la cabecera, la portada monumental y el cimborrio que tiene una aguja gótica. Los tres ábsides reproducen en el exterior la misma estructura que tienen en el interior, el central tiene un mayor tamaño y se divide en tres niveles separados mediante impostas taqueadas, además de que tiene dos contrafuertes simétricos. El inferior sirve como zócalo para los vanos del segundo cuerpo y los óculos del tercero. Los laterales tienen un solo contrafuerte exterior que se encuentra encima de la portada dos hileras de arquerías superpuestas separadas por una moldura de motivos vegetales marcados con un rígido ritmo. En aquellos arcos de medio punto con diminutos capiteles vegetales y con volutas adosadas, se representan catorce figuras, doce de ellas representando a los apóstoles y las otras dos restantes a ángeles. Todas poseen una rigidez, tanto en su vestimenta como en su semblante, aunque individualizados la mayoría con atributos, fisonomías corporales, y la forma de la barba. En la parte superior sobresale la figura de un Pantocrátor y el Tetramorfos en su compañía.
Arquivoltas: cinco arcos de arquivoltas, y conforman un arco apuntado mayor cada uno con decoraciones ajedrezadas y geométricas. Se representan en ellas 84 figuras dentro de las cuales se puede hallar la personificación de la lujuria, acróbatas, magos, artesanos, seres híbridos.

#### Tímpano
Juicio Final: Cristo coronado sentado sobre su trono mientras bendice con su mano derecha al espectador, y rodeado del Tetramorfo en forma humana marcando la hora esperada en las sagradas escrituras. A la izquierda de él están los condenados al infierno, desnudos mientras suplican a causa de sus pecados y la representación de la pesadez de sus almas con cabezas espantosas en la parte más exterior. Los bienaventurados a la derecha de Dios con una postura pacífica y sosegada, vestidos de unos  ropajes largos y elegantes. Es de resaltar que es la única representación en territorio español del Juicio Final de estilo románico-gótico del siglo XII en el Camino de Santiago, un programa iconográfico que sí se tenía muy promovido en territorio francés.
Dintel: se describe una arquería de medio punto, donde se enmarcan las figuras de los doce apóstoles y en el medio la virgen María entronizada y coronada, con prendas elegantes, mientras sostiene al niño Dios. Los contrafuertes que sostienen hipotéticamente los arcos tiene una forma salomónica, con referencia al paraíso y al templo de Salomón.
Jambas: originalmente la portada tenía 5 columnas a cada lado, pero solo sobreviven 3 pares. La figura más próxima al lado oriental de los arcos está atormentada por un pequeño demonio pese a que por el deterioro sea complicado de identificar. Tiene una soga al cuello y está vestida con una túnica pobre y corta, que deja al desnudo sus piernas. Por ello seguramente hace referencia a la historia de Judas Iscariote que decidió suicidarse a causa de su traición a su maestro. No obstante, esta figura por las diferencias formales y artísticas se cree que fue añadida posteriormente y no corresponde a la concepción original escultórica de las jambas.
A su lado se encuentra otra figura de un hombre mayor con barba vestido con una prenda muy ajustada y detallada, que por sus características se puede vincular con otras esculturas de la catedral de Chartres, pero marcando la diferencia de que el escultor que arremete la obra no llega a la misma calidad francesa. La otra figura que está al lado de la pasada también está revestida de un vestido ceñido y con barba, esta vez menos larga, y tomando con sus manos un objeto que puede ser un libro. Por ende aquellas dos últimas figuras tienen que ser San Pedro y San Pablo por sus atributos y representados de manera parecida en la catedral de Le Mans. La vinculación a las catedrales francesas es muy palpable por el tratamiento de las telas, y el semblante de los personajes por sus rasgos físicos. 
Las figuras femeninas del lado izquierdo son: en la parte más exterior, Santa María Magdalena, deducible fácilmente por la inscripción que lleva escrita en su cuerpo. Se le representa con vestimenta aragonesa, los cabellos recogidos por un velo hasta los hombros, y una elegante túnica que va hasta las rodillas. La falda le llega hasta los pies y está hecha con una gran destreza de las telas. 
La escultura del medio corresponde a la Virgen María Madre de Dios, destacada por su gran detalle y decoración frente al resto de esculturas. Su corona según algunos autores es una réplica de la que poseía Doña Clemencia, esposa de Sancho el Fuerte. La última figura, más cerca a la entrada de la iglesia es como algunos autores han apuntado Santa Salomé, madre de Santiago el Mayor.
Un análisis iconográfico de las esculturas de las jambas se basaría en  “una simbolización de la dicotomía del perdón de los pecados (María Magdalena) y condenación (Judas, castigo infernal del tímpano)”

### Autoría
El apostolado superior, la epístola, el tercio superior del pórtico y algunos capiteles se les atribuye al escultor conocido como San Juan de la Peña, tal nombre por su trabajo en aquella iglesia pese a que sus obras están dispersas por gran parte del territorio aragonés-navarro. Su estilo era recto, sobrio, sin decoración, con líneas predominantes, y una importancia a la expresividad en la mirada y las manos. 

## Exterior
El pórtico marca la altura total de la pared sur hasta su línea de viguería, con dos machones que flanquean la altura total. Este pórtico es, también, el que reúne todo el contenido escultural de la iglesia. A ambos lados de las jambas hay, por cada lado, tres figuras bajo capiteles de anchos arquitrabes. Sobre estas figuras empiezan los cinco arcos pertenecientes a las arquivoltas escalonadas. Un arco apuntado rodea el tímpano y el dintel. Sobre las arquivoltas una estrecha cornisa cierra de manera horizontal esta parte del pórtico, se continúa sobre el contrafuerte de manera lateral, y une el pórtico de la iglesia completamente. Las jambas y arquivoltas están rellenas de esculturas.
Entre esta portada y el alero superior, hay dos arquerías de medio punto que acogen un segundo apostolado con el Tetramorfos en el centro. Tienen un estilo que es más uniforme que las esculturas del tímpano.

## Interior

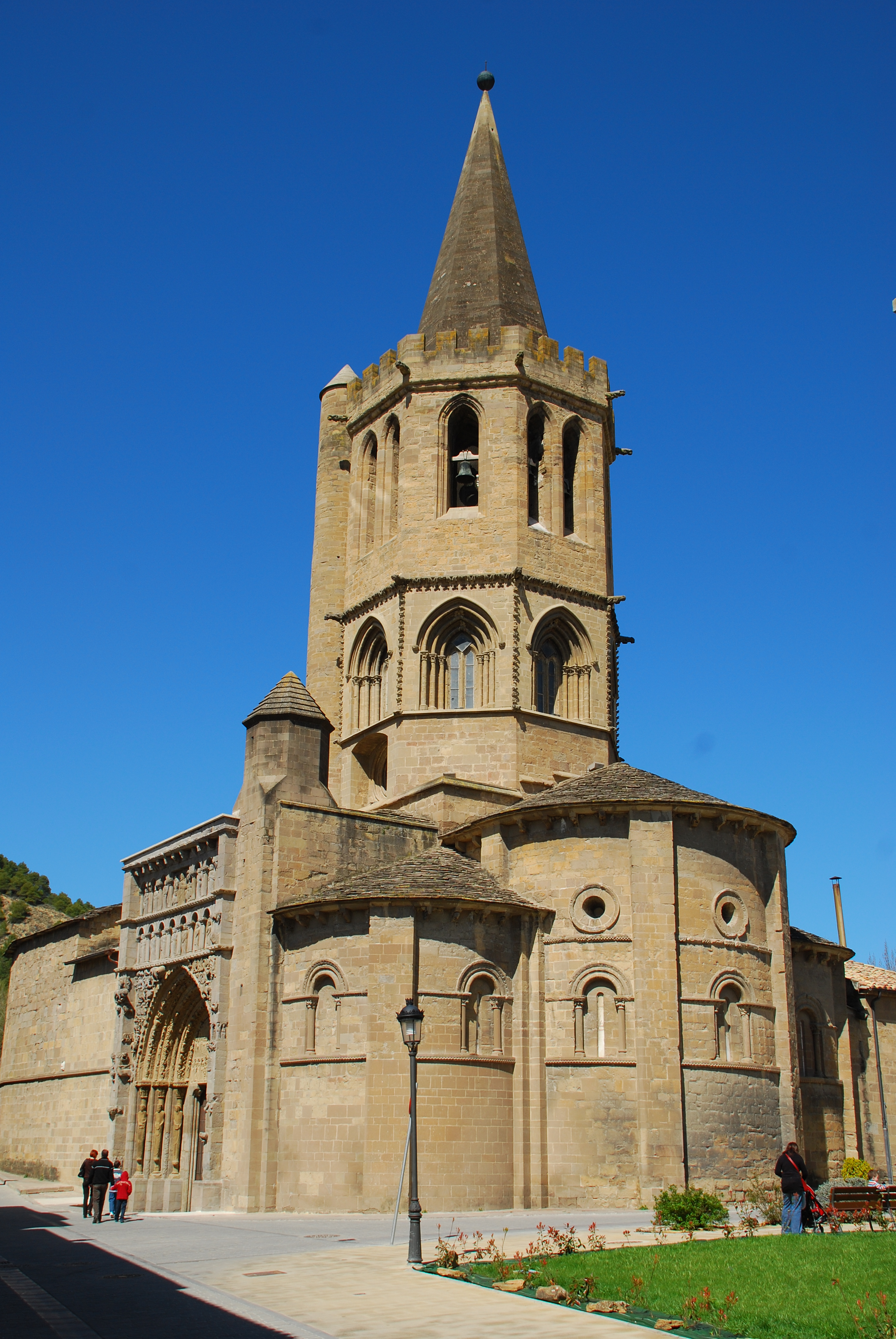
Exterior de la iglesia de Santa María la Real.

La iglesia está constituida por una planta de 3 naves que acaban en ábsides semicirculares. Sobre el crucero de la nave se eleva una torre octogonal almenada con cúpula puntiaguda. Al lado sur se abre el pórtico a la altura del primer pilar, al oeste de los ábsides. En el interior se añaden los capiteles de la nave principal, y en total se conservan 333 esculturas individuales originarias. Se mantienen bien conservados algunos capiteles ilustrados en el interior de la iglesia. Se han llegado a comparar los grupos estilísticos de Sangüesa con complejos escultóricos de Navarra y Aragón del siglo XII: San Esteban en Sos del Rey Católico por el portal norte y los capiteles de ábsides y San Juan de la Peña por los capiteles del claustro, del que se estima que participó en el portal y algunos capiteles de Santa María: añadió el Apostolado superior contrastando la parte inferior del portal con una cornisa, algunas figuras de las enjutas (seres fantásticos) y dos capiteles en la nave principal. 
Hubo varias restauraciones por la Institución Príncipe de Viana entre 1925-1930 en la cabecera y los cimborrios, se derribaron diversas construcciones adosadas, se restituyeron impostas y capiteles, y se retiraron los retablos de los ábsides laterales. En 1950-1952 se aseguraron muros y bóvedas.
La planta de la iglesia nos presenta un edificio de características irregulares, y los tres ábsides semicirculares destacan cerrando cada una de sus naves. El ábside central duplica en profundidad y en anchura a los dos ábsides laterales.
Entre la cabecera y las naves se proyecta un crucero marcado en planta. El crucero y la nave central son casi cuadrados, y sobre el crucero se eleva el gran cimborrio octogonal. Los laterales en forma de rectángulos oblongos son la mitad de los centrales, por lo que los dos primeros tramos se pueden inscribir dentro de un cuadrángulo ideal; y el tramo de los pies es más reducido, determinado por la línea de la muralla que sigue hasta el hastial occidental. 
El templo transmite cierta sensación de macicez y penumbra alterada por la fuente de luz cenital que emana del cimborrio central. En el centro, destacan los cuatro pilares cruciformes con parejas de semicolumnas adosadas a sus frentes, más otras cuatro acodilladas a los ángulos de la cruz. Son 12 columnas pareadas y con codillos angulares como soporte y estando unidas a las bóvedas de arcos cruzados. 
La nave central es más alta, ascendiendo a 13,8 m, en comparación con las laterales que tienen 11.2. La iluminación viene del cimborrio hasta el hastial occidental, por lo que se produce un espacio interior notablemente oscuro debido a estas cubiertas y con contrastes lumínicos. La cabecera determina el alzado del resto de la iglesia, su iluminación y el aspecto general. 
Las tres naves y los brazos del crucero se cubren con bóvedas de arcos cruzados que apean sobre los cuatro grandes pilares centrales cruciformes. Añaden ya a la cruz las columnas acodilladas que van a soportar el empuje de los arcos cruzados de las bóvedas.
Los capiteles acogen tanto motivos vegetales como historiados. La cubierta del presbiterio se divide en dos tramos de cañón apuntado para el preámbulo rectangular y bóveda de horno para el cilindro absidal. Las basas se decoran con bolas en los ángulos de los plintos. Sus capiteles correspondientes muestran diferentes escenas con motivos figurados muy deteriorados.
La de la epístola acoge cinco arcos, por tres la del evangelio. Ambas capillas están cubiertas con la tradicional bóveda de horno, que nace de una segunda imposta, decorada con tacos. 
Se muestra una obra homogénea y unitaria en las molduras de los arcos, las decoraciones en los cimacios, impostas, basas y capiteles. Se reemplaza el capitel de la única columna del pilar por uno doble embutido en el frente del propio pilar que descansa sobre el fuste de la columnilla única como sobre dos muñones semiesféricos decorados con incisiones a modo de gajos o gallones. Las basas muestran una composición sencilla, más plana. La decoración se concentra de manera simplificada y esquemática sobre los vértices del plinto, con parejas de arquillos entre ellas. Los sillares que integran los arcos cruzados son de una geometría muy característica, ya que la longitud es mínima.
El aspecto general de las bóvedas es de notoria irregularidad. Alcanzan casi la misma altura que los ápices de los fajones, pero tienen un carácter primitivo visualizado en el propio trazado de los arcos diagonales que dibujan un medio punto irregular y rebajado.
Los capiteles que sustentan el cimborrio de Santa María se observa que es el resultado final de varios cambios sustanciales en la articulación de la cubierta del tramo, y la cubierta sería de arcos cruzados. Hay una decoración vegetal de carácter naturalista que presentan los capiteles del cimborrio con varios tipos de composición y decoración: los de la cabecera son románicos, el doble capitel de la primera semicolumna pareada adosada al muro de la nave del evangelio muestra animales alados con cabezas humanas, un capitel figurado embutido en la parte superior del primer pilar al lado de la epístola, y uno de los jinetes de la escena La llegada de los Reyes Magos está oculto tras el capitel que se le adosa (da la impresión de que estaba diseñado para una columna única). El resto de los capiteles de las naves están decorados con motivos vegetales, con dos tipos diferentes de composición y concepción plástica: El primero mantiene el ábaco almenado de los capiteles de la cabecera, su decoración es muy simplificada, con hojas esquemáticas y estilizadas de labra plana; en los vértices superiores muestran también piñas, bolas o volutas muy simplificadas. La decoración va desde las cuatro grandes hojas lisas que ocupan cada uno de los vértices del capitel, a otras composiciones más elaboradas de trabajo minucioso y relieve plano. 
El ábside central recoge el retablo mayor, sobre la imagen de Nuestra Señora de Rocamador, es de estilo plateresco (1550-1570), obra de Jorge de Flandes. El cultro a esta Virgen tiene sus orígenes en la pequeña localidad francesa de Rocamadour de la región de Quercy; cuyo santuario aloja a una imagen sedente de la Virgen con el Niño, chapeada en plata. El culto a esta Virgen se extendió debido a la fama que adquirió para los peregrinajes de la época, y enraizó muy antiguamente -aunque no sabemos en qué momento exacto llegó el culto y su devoción en Navarra- en Sangüesa. El nombre de esta Virgen aparece en obras como “Los Milagros de Nuestra Señora” de Berceo, en “Las Cántigas” de Alfonso X y en crónicas anónimas del Cid. 
Existe la teoría de que fueron los antiguos reyes de Navarra, con su dominio extendido por varios departamentos franceses, los que trajeron a Navarra la devoción por Rocamador. El propio Alfonso el Batallador, antes de donarla a la orden de San Juan de Jerusalén, concedió en 1122 el Fuero de Jaca para los nuevos pobladores. Tampoco debemos olvidarnos del influjo de los peregrinos franceses de esta época por el Camino de Santiago. 
Cuando se consolidó la devoción mariana en el siglo XII, se instituyó la cofradía que desarrolló de manera notoria este culto; y a lo largo de los siglos los habitantes de Sangüesa han demostrado su piedad y afecto por esta venerada imagen. Una de las fiestas más importantes era el 15 de agosto, en el que, tras hacer una gran hoguera frente a la iglesia, al día siguiente salía la imagen de la Virgen en solemne procesión. 
Nuestra Señora de Rocamador es una imagen sedente en un trono sin respaldo, con el Niño sentado de frente sobre su pierna izquierda. La madre viste de túnica y manto que le cubre los hombros, los brazos, la pierna derecha y parte de la izquierda. Su cabeza está cubierta por un velo y una corona. En la mano derecha lleva el lirio, símbolo de virginidad, y con la izquierda sostiene al Niño. Y el Niño tiene las piernas de perfil sobre el manto materno, vestido también con una túnica y un manto; y en la mano derecha sostiene la bola del mundo y en la izquierda señala el libro abierto del Evangelio. 
Es un prototipo mariano de estilo pleno gótico bastante difundido en la segunda mitad del siglo XIII. Fue realizado en talleres locales y fue tan famosa que su tipología fue imitada en otras imágenes de localidades cercanas a Sangüesa. Demostraba no solo unos claros fines religiosos, sino que incorporaba un prestigio.